# Прошлое (фильм, 2013)
«Прошлое» или «Секреты прошлого» (фр. Le Passé) — кинофильм режиссёра Асгара Фархади, вышедший на экраны в 2013 году.

## Сюжет
Иранец Ахмад приезжает во Францию, чтобы расторгнуть брак со своей женой Мари, у которой две дочери от другого брака. Она находится в отношениях с арабом Самиром, чья жена находится в коме. Дочь Мари Люси не одобряет выбора матери, из-за чего у них не строятся отношения.

## В ролях
- Беренис Бежо — Мари
- Тахар Рахим — Самир
- Али Мосаффа — Ахмад
- Полин Бурле — Люси
- Сабрина Уазани — Наима
- Эльес Агюи — Фуад
- Жанна Жестен — Леа
- Бабак Карими — Шахрияр
- Валерия Кавалли — Валерия

## Отзывы
Фильм был высоко оценен критиками. На сайте Rotten Tomatoes на основе 133 отзывов имеет общую оценку 94 % со средним баллом 8,2 из 10. На сайте Metacritic фильм имеет рейтинг 85 из 100 на основе 42 отзывов. Питер Трэверс дал фильму оценку 3,5 из 4, отметив при этом, что хоть сюжет фильма и напоминает мыльную оперу, мастерство Фархади и резонирующий гуманизм выходит за пределы мелодрамы и преодолевает культурные границы.

## Награды и номинации
- 2013 — приз за лучшую женскую роль (Беренис Бежо) и Приз экуменического жюри на Каннском кинофестивале[5][6].
- 2013 — участие в конкурсной программе Мюнхенского кинофестиваля.
- 2013 — премия Национального совета кинокритиков США за лучший фильм на иностранном языке.
- 2013 — номинация на премию «Спутник» за лучший международный фильм.
- 2014 — номинация на премию «Золотой глобус» за лучший фильм на иностранном языке[7].
- 2014 — 5 номинаций на премию «Сезар»: лучший фильм (Александр Майе-Гюи, Асгар Фархади), лучший режиссёр (Асгар Фархади), лучший оригинальный сценарий (Асгар Фархади), лучшая актриса (Беренис Бежо), лучший монтаж (Жюльетта Вельфлинг).